# MK121

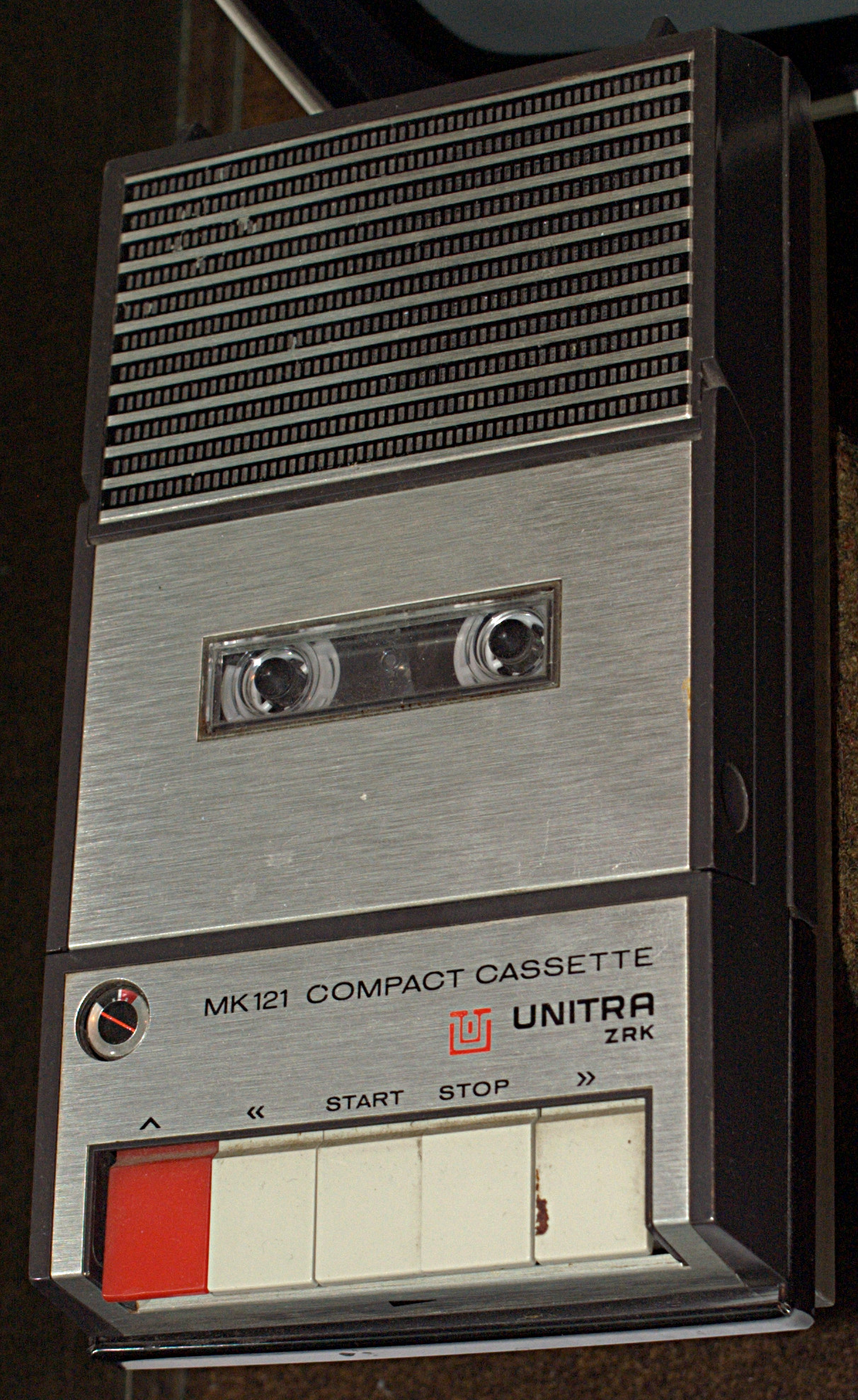
MK121

MK121 – pierwszy polski nielicencyjny magnetofon kasetowy, produkowany od 1973 roku przez Zakłady Radiowe im. Marcina Kasprzaka w Warszawie należące do zjednoczenia Unitra. 
Konstrukcja autorstwa inż. Jerzego Kuczyńskiego i inż. Janusza Uścińskiego z Biura Konstrukcyjnego Zakładów Radiowych im. Kasprzaka w Warszawie. Pierwszą serię informacyjną wyprodukowano 16 kwietnia 1973 w filii ZRK w Lubartowie. Był to trzeci – po MK125 i MK122 (oba na licencji firmy Thompson) – model magnetofonu kasetowego produkowany w Polsce.

## Dane techniczne[2]
- zapis – monofoniczny, dwuścieżkowy
- prędkość przesuwu taśmy – 4,75 cm/s
- nierównomierność przesuwu taśmy – 0,4%
- przenoszone częstotliwości – 80–6000 Hz
- dynamika – 30 dB
- moc wyjściowa wzmacniacza końcowego – 0,4 W
- znamionowe napięcie wejściowe – 0,3 mV
- zasilanie – 7,5 V, pięć ogniw R14 (komplet wystarczał na 10 h pracy) lub zasilacz zewnętrzny
- wymiary – 64 × 124 × 216 mm
- masa – ok. 1,5 kg

Magnetofon przeznaczony był do użytku z kasetami typu „Compact” C-60 oraz C-90; nie zalecano natomiast współpracy z kasetą C-120 z uwagi na cieńszą taśmę. Do urządzenia można było dołączyć mikrofon wyposażony w wyłącznik zasilania (polecano MDO12) oraz głośnik zewnętrzny. Układ elektroniczny nie zawierał generatora prądu podkładu, co powodowało szumy podczas zapisu. Zastosowano kasowanie prądem stałym. W 1973 roku urządzenie kosztowało 2300 PLZ.